# Jessa Rhodes
Jessa Rhodes (Oregon, 29 giugno 1993) è un'attrice pornografica statunitense.

## Biografia e carriera pornografica
È nata e cresciuta in una zona rurale dell'Oregon. La sua famiglia ha origini norvegesi ed è la più giovane di sette fratelli.
Rhodes ha iniziato la sua carriera nel mondo del nudo quando aveva 17 anni, lavorando come spogliarellista e come modella di nudo. È entrata nell'industria pornografica nel mese di agosto 2012, poco dopo il suo diciannovesimo compleanno, essendo stata notata da un agente in uno spettacolo in webcam. Ha girato, Hungry For Money, la sua prima scena per Reality Kings insieme a J. Mac. Il suo nome d'arte è stato scelto dal suo primo agente che credeva che assomigliasse molto a Jessa Hinton mentre Rhodes era il nome di un pianoforte a cui era affezionata da bambina.
Nel 2013, Rhodes è apparsa a fianco delle attrici Lisa Ann, Tera Patrick, Rikki Six e Jayden Jaymes nel video musicale per la canzone Dead Bite di Hollywood Undead.
Nel 2015 ha vinto gli XBIZ Awards come miglior attrice non protagonista.

## Vita privata
Nel 2021 ha dato alla luce il suo primo figlio.

## Riconoscimenti
- AVN Awards
  - 2019 – AVN Award for Best Group Sex Scene per After Dark con Tori Black, Mia Malkova, Abella Danger, Kira Noir, Vicki Chase, Angela White, Ana Foxxx, Bambino, Mick Blue, Ricky Johnson, Ryan Driller e Alex Jones[9]
- XBIZ Awards
  - 2015 – Best Supporting Actress per Second Chances[10]